# Джахнун
Джа́хнун (ивр. גַ'חְנוּן‎ ['d͡ʒaχnun/'d͡ʒaħnun]; араб. جَحْنُون‎) — йеменское кулинарное изделие из слоёного теста, особенно распространённое среди йеменских евреев.

## Приготовление
Пресное слоёное тесто для приготовления джахнуна изготовляется из муки, воды и небольшого количества сахара и соли. Затем тонкие слои теста смазываются маргарином или топлёным маслом и скручиваются в тугие рулеты диаметром около 3 см.
После охлаждения рулеты джахнуна укладываются в кастрюлю и ставятся томиться в духовке при низкой температуре или на малом огне на плите от 8 до 12 часов. Готовый джахнун имеет коричневый цвет и сладковатый вкус.
Подаётся джахнун обычно с запечёным вместе с джахнуном или сваренным вкрутую яйцом, соусом из измельчённых помидоров и острым схугом.

## Происхождение и распространение

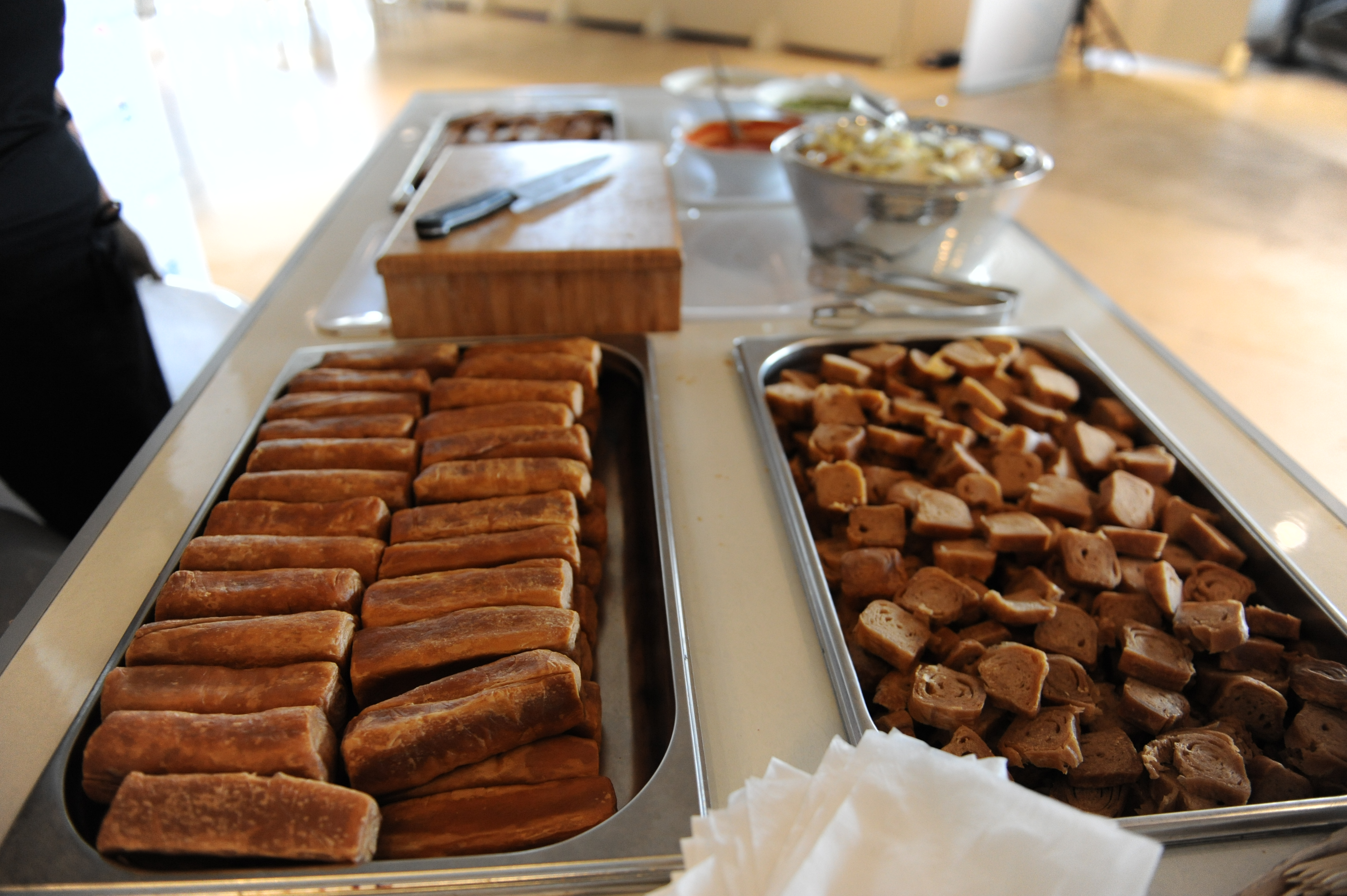
Подносы с целым и нарезанным джахнуном

Особое распространение джахнун получил в Израиле, куда был завезён йеменскими евреями, у которых он считается традиционным субботним блюдом: как и традиционный субботний чолнт у ашекеназских евреев, джахнун ставится на огонь в пятницу накануне наступления субботы и томится до субботнего утра, не требуя запрещённого в ходе субботы зажигания огня.
Изначально рецепт джахнуна родился среди евреев города Аден на юге Йемена, где его название произносилось как «гахнун», что представляет собой уменьшительную форму слова «джахина» или «гахина», означающего «тесто» на еврейско-йеменском диалекте. При этом джахнун не был распространён среди евреев на севере Йемена или в столице страны Сане, и многие из них впервые узнавали об этом блюде только накануне алии в лагерях репатриантов в Адене, а то и по приезде в Израиль.
Один из вариантов происхождения джахнуна, изложенный исследователем Моше Давидом, предполагает, что джахнун является модификацией «гюль бёреи» (тур. gül böreği), разновидности турецкого бурека, завезённого в Йемен после его завоевания Османской империей, изготовленного из слоёного теста, смазанного топлёным маслом «самне», с завёрнутыми в тесто мясом и картофелем. По данной версии евреи Адена исключили мясо из состава блюда, вероятно из соображений кашрута, а картофель не завёртывали в тесто, а оставляли томиться в кастрюле вместе с тестом и яйцами, но позже исключили из процесса подготовки блюда и картофель. По другой версии, высказанной Гилем Марксом в его книге «Энциклопедия еврейской еды», тесто для джахнуна происходит от испанского слоёного теста «оха́льдре» (исп. hojaldre), завезенного в Йемен изгнанными из Испании евреями. Третья версия предполагает, что рецепт джахнуна достался евреям Адена от индийской общины, также проживавшей в городе.
Как и ныне, евреи Адена готовили джахнун накануне субботы и ели его утром в субботу по возвращении с молитвы в синагоге. Однако, как правило, в отличие от нынешнего обычая, ели джахнун в те времена не с соусом из помидоров и схугом, а с конфитюром и сладостями, готовили слоёное тесто для джахнуна из цельнозерновой муки, а не из белой муки, как ныне, и смазывали тесто очищенным топлёным маслом «самне» или кунжутным маслом, а не распространившимся в более поздние времена маргарином.

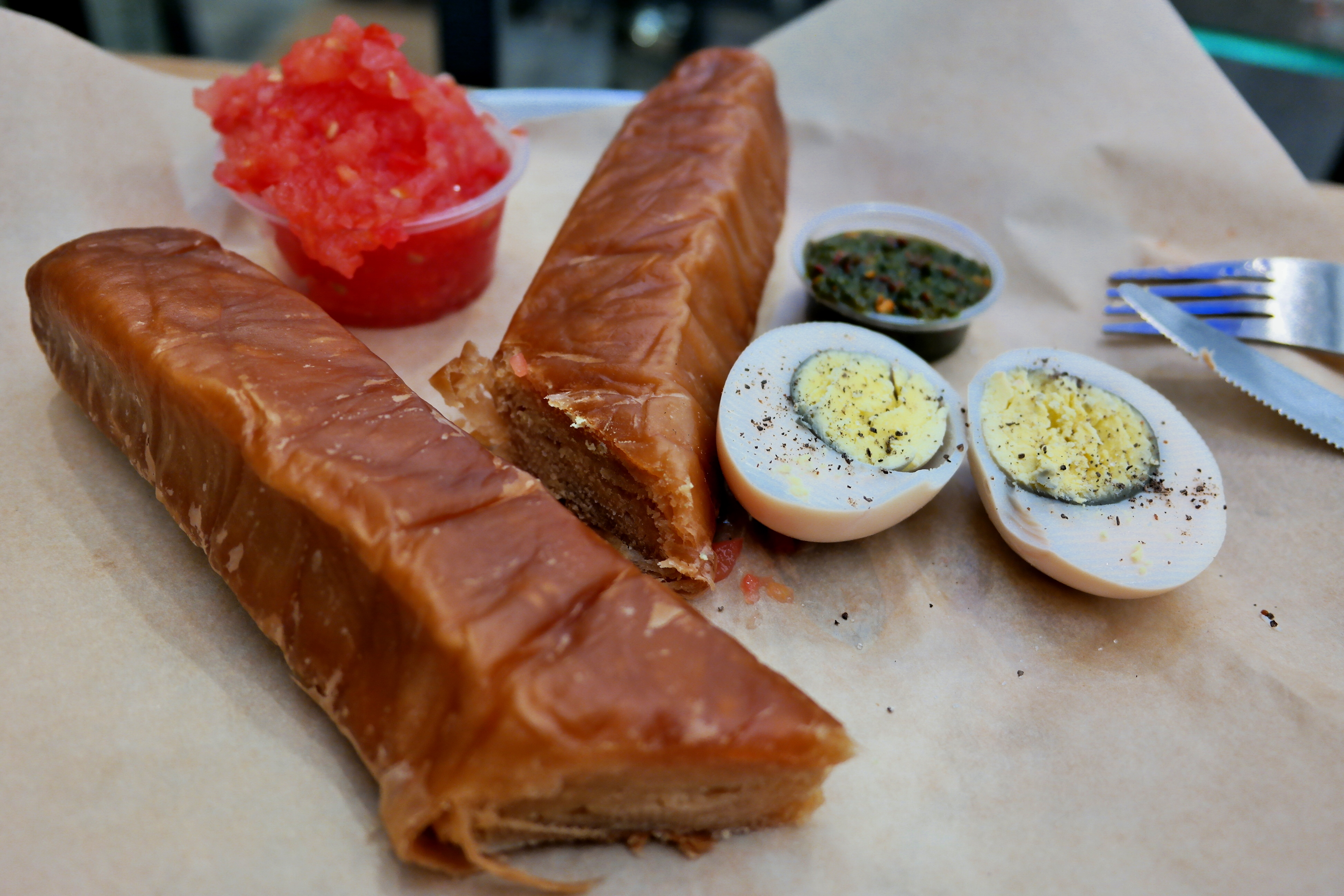
Джахнун, поданный со схугом, соусом из измельчённых помидоров и яйцом

Ещё в конце 70-х годов XX века джахнун оставался скорее домашней пищей и редко подавался в ресторанах и закусочных, даже в плотно заселённом йеменскими евреями тель-авивском квартале Керем-ха-Тейманим. Особую популярность среди широких слоёв населения в Израиле джахнун получил в 80-е годы XX века вследствие распространения закусочных, предлагавших своим посетителям этнические блюда, среди которых и «йеменские» закусочные, подававшие джахнун и малауах, и сокращения государственных субсидий в отношении цен на сыр, приведшего к подорожанию пиццы. Значительный вклад в популяризацию джахнуна приложил открывшийся в 1983 году в Тель-Авиве (и в дальнейшем превратившийся в сеть, просуществовавшую в ходе 80-90-х годов) ресторан «Наргила», ставший под руководством его хозяина Нери Авнери местом привлечения местных знаменитостей.
По информации на начало 2021 года в Израиле только через торговые сети ежегодно продается около 2 000 — 2 500 тонн теста для изготовления джахнуна общей стоимостью более 43 миллионов израильских шекелей.
При этом в 2011 году Армия обороны Израиля заявила об исключении джахнуна из армейского меню вследствие чрезмерной жирности продукта.